# Wachs

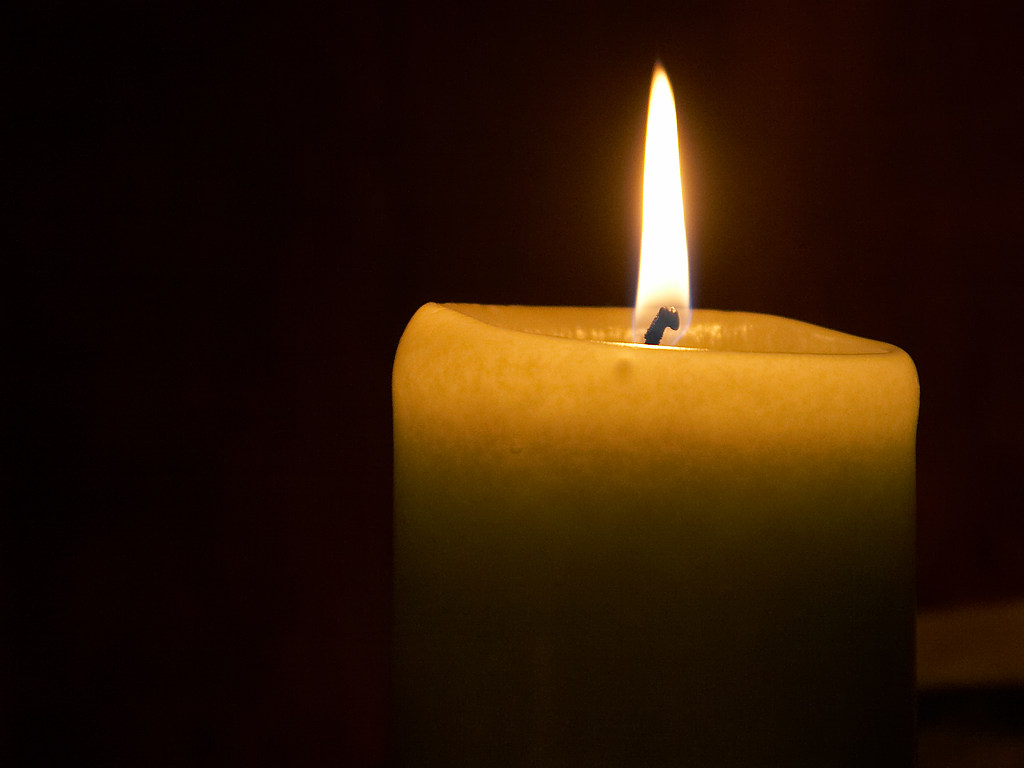
Kerze aus synthetischem Wachs

Wachs (lateinisch cera) ist ein Gemisch verschiedener Kohlenwasserstoffe, die bei über etwa 40 °C schmelzen und dann eine Flüssigkeit niedriger Viskosität bilden. Wachse sind nahezu unlöslich in Wasser, aber löslich in organischen, unpolaren Medien. Wachse können in ihrer chemischen Zusammensetzung und Herkunft sehr unterschiedlich sein, sie werden daher heute durch ihre mechanisch-physikalischen Eigenschaften definiert.

## Etymologie
Der Begriff stammt aus dem Althochdeutschen: wahs („Bienenwachs, Wachs“) wie „Wabe“ und „weben“, zu indogermanisch „ueg“ ('weben', 'Gewebe').

## Definition
Aufgrund der zahlreichen Stoffgruppen, die wachsartiges Verhalten zeigen (welche in der Praxis zudem als Stoffgemische auftreten), konnte keine exakte Definition für Wachse gefunden werden. Weit verbreitet ist die Definition der Deutschen Gesellschaft für Fettwissenschaft: Ein Stoff wird demnach als Wachs bezeichnet, wenn er:
- bei 20 °C knetbar, fest bis brüchig-hart ist, eine grobe bis feinkristalline Struktur aufweist, farblich durchscheinend bis opak, aber nicht glasartig ist,
- über 40 °C ohne Zersetzung schmilzt,
- wenig oberhalb des Schmelzpunktes leicht flüssig (wenig viskos) ist,
- eine stark temperaturabhängige Konsistenz und Löslichkeit aufweist
- sowie unter leichtem Druck polierbar ist.[1]

Ist mehr als eine der oben aufgeführten Eigenschaften nicht erfüllt, ist der Stoff demnach kein Wachs.

## Einteilung

### Natürliche Wachse

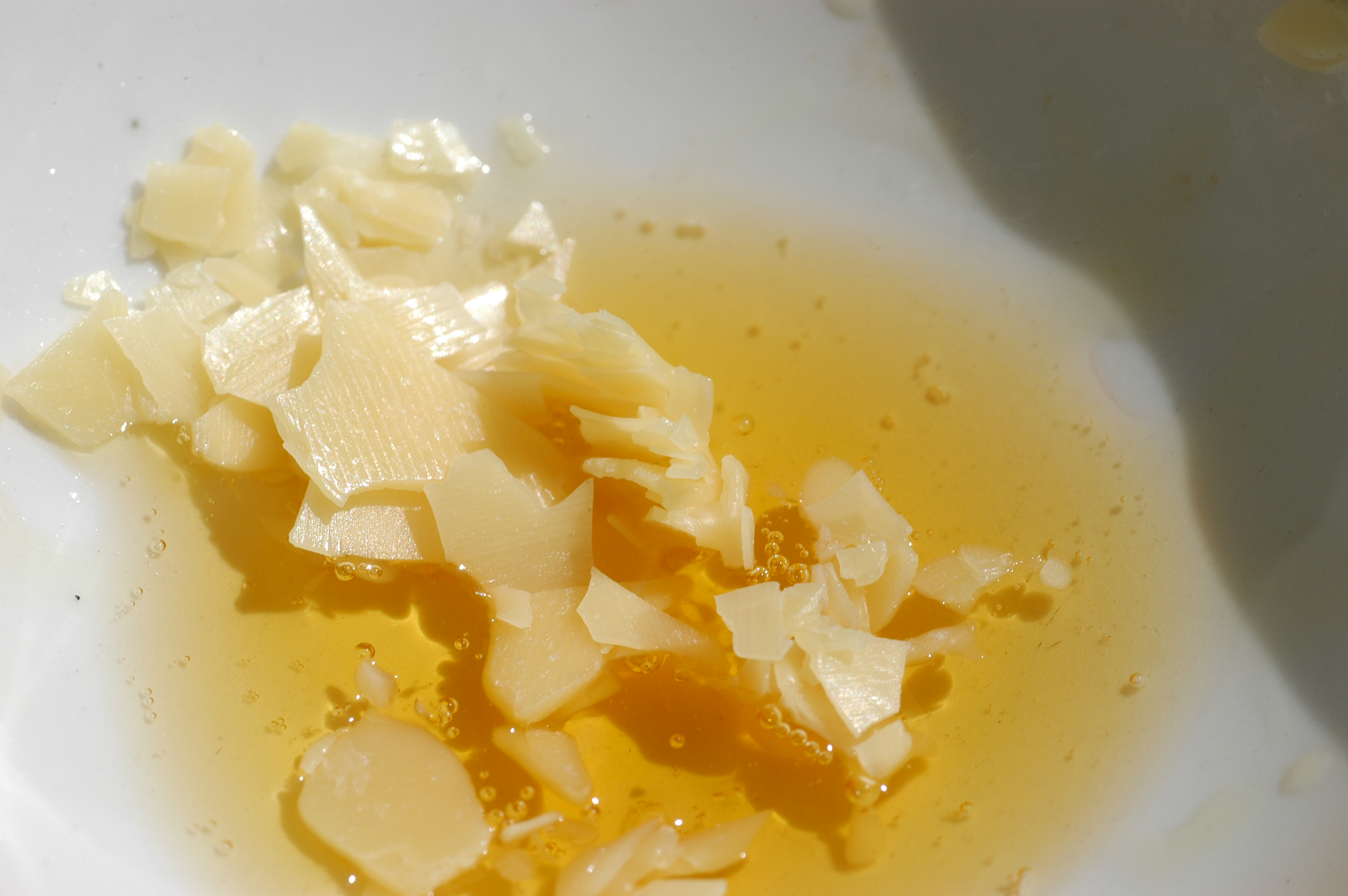
Carnaubawachs, teilweise geschmolzen

Palmitinsäuremelissinester, ein Inhaltsstoff von Bienenwachs

Natürliche Wachse sind Stoffgemische und zählen zu den Lipiden. Sie werden unterteilt in fossile und rezente (nicht-fossile) Wachse.
Hauptkomponenten dieser natürlichen Stoffgemische sind Ester von Fettsäuren (auch Wachssäuren genannt) mit langkettigen, aliphatischen, primären Alkoholen, den so genannten Fettalkoholen. Diese Ester natürlicher Wachse unterscheiden sich in ihrem Aufbau von den Fetten und fetten Ölen, die Triglyceride mit Fettsäuren sind. Außerdem enthalten natürliche Wachse noch freie, langkettige, aliphatische Carbonsäuren, Ketone, Alkohole und Kohlenwasserstoffe.
Prototyp einer Wachssäure ist die Montansäure (Octacosansäure) C28H56O2. Eine präzise Abgrenzung zwischen Wachssäuren und Fettsäuren gibt es nicht, da beim Aufbau einiger Naturwachse auch typische Fettsäuren, wie Palmitin- und Stearinsäure, beteiligt sind. Aus diesem Aufbau resultiert eine chemische Definition von Wachsen, bei der die oben genannten mechanisch-physikalischen Eigenschaften nicht unbedingt erfüllt werden.
Natürliche Wachse gewinnt man meist durch Extraktion und nachfolgende Reinigung und Bleichung. Für spezielle Anwendungen werden natürliche Wachse auch raffiniert oder chemisch verändert.

#### Tierische Wachse
Tierische Wachse sind beispielsweise Wollwachs, Chinawachs, Bienenwachs und Bürzeldrüsenfett, aber auch Talg und andere Insektenwachse.
Auch Walrat und Schellack enthalten Anteile an Wachsen.
Mykobakterien sind die einzigen bekannten Bakterien, die eine äußere Hülle aus speziellen Wachsen, den Phthiocerolen, bilden.

#### Pflanzliche Wachse
Wachsschichten auf Blättern und Früchten haben die Aufgabe, Pflanzen vor Wasserverlusten zu schützen. Zu den pflanzlichen Wachsen gehören Zuckerrohrwachs, das Carnaubawachs der Carnauba-Wachspalme, Candelillawachs, das aus verschiedenen Euphorbiaceae gewonnen wird, und entgegen dem Namen ist Japanwachs (Beerenwachs) ein Pflanzenfett.
Das Jojobaöl besteht nicht aus Triglyceriden und ist damit kein fettes Öl, sondern chemisch betrachtet ein flüssiges Wachs.
Weitere pflanzliche Wachse sind Korkwachs, Guarumawachs (Calathea lutea), Ouricuriwachs (Syagrus coronata), Kuba-Palmenwachs (Copernicia hospita), Espartowachs (Lygeum spartum, Stipa tenacissima), Baumwollwachs, Reiskleiewachs, Flachswachs, Torfwachs und Rosenwachs, Jasminwachs oder das Peetha-Wachs vom Wachskürbis, sowie Myrtewachs (Myrica cerifera) und Wachsfeigenwachs (Ficus variegata).

#### Mineralische/Fossile Wachse
Erdölwachs (Mineralölwachs), geologische Erdwachse (Ozokerit und das daraus hergestellte Ceresin), rezente Sedimente des rohen Erdöls das wachsreiche (Stuffwachs, Aderwachs) und wachsarmes (Lepwachs), die fossilen Pflanzenwachse Torfwachs und Montanwachs (Braunkohlen-Derivat), sie bestehen im Wesentlichen aus Kohlenwasserstoffen. Petroleumdestillate (Erdöl-Derivat), das Erdöl enthält (Paraffingatsch) neben makrokristallinen, normalen Paraffinen auch mikrokristallines Wachs. Auch Tankboden- und Röhrenwachs können aufgearbeitet werden. Dazu zählen Weich-, Normal-, Hartparaffine (Tafelparaffine) (makrokristallin), sowie mikrokristallines Wachs (Petroleumwachs), Vaseline (Petrolatum), das z. B. für Kerzen und Schuhcreme verwendet wird.
Paraffine können auch aus Schieferöl (Messelparaffin), Braunkohlenschwelung (BK-Schwelteer) oder TTH-Paraffin (Tieftemperatur-Hydrierungsparaffin der Braunkohlenschwelung) erhalten werden.

### Teilsynthetische Wachse
Teilsynthetische Wachse gewinnt man aus Naturwachsen, häufig dient Montanwachs als Grundlage, aber auch andere natürliche Wachse. Hier wird die Zusammensetzung des Wachses durch physikalische oder chemische Umwandlungen beeinflusst; Oxidation (Bleichung), Hydrierung, Veresterung, Verseifung, Amidierung.
Esterwachse sind Umsetzungsprodukte langkettiger Wachssäuren mit einwertigen Fett- oder Wachsalkoholen (teilverseifte Esterwachse, vollverseifte Esterwachse und emulgatorhaltige Esterwachse) (Wachsemulgatoren sind Gemische aus langkettigen Fettalkoholethoxilaten).
Amide von Fett- und Wachssäuren, Wachsalkohole der Ester durch aliphatische oder aromatische Amine ersetzt. Natürliche (Mono-, Bis, Poly-) Amidwachse (Pseudoesterwachse) auf Basis von Fettsäuren (Distearylethylendiamid (EBS) oder (EDS) Ethylendistearmide); Stearinsäureamid, Behensäureamid, Erucasäureamid, Ölsäureamid.
Weitere sind Carboxy-, Hydroxy- oder Carbonylgruppen tragende Wachse; man spricht dann von Säurewachsen (hoher Anteile freier Carbonsäuren), Alkoholwachsen (Lanette-Wachse) (OH-Zahl bildende Komponente vorherrschend), Ketonwachse (Carbonylzahl bildende Komponenten vorherrschend), Etherwachse (überwiegend Ethergruppenhaltige Verbindung).
Acylierte Amide von Fett- und Wachssäuren (Montanoyl-aminocarbonsaure). Alkylierte Imide von Dicarbonsäuren, partialsynthetische Wachse aus alkylierten Phthalimiden (n-Octa-decylphthalimid).
Weitere sind Phthalimidwachse, Chlorkohlenwasserstoffwachse, Phenoxy-Derivate, Terphenylwachse (nicht substituierte Kohlenwasserstoffe; phenylsubstituierte Diphenyle), wachsartige Derivate der Bernsteinsäure, wachsartige Phenoxy-Derivate; Alkyl-Phenoxy- und Diphenoxy-Verbindungen.
Auch aus verschiedenen Pflanzenölen z. B. Sojaöl, Rapsöl, Rizinusöl kann durch Hydrierung→Fetthärtung Sojawachs, Rapswachs, Rizinuswachs hergestellt werden.

### Synthetische Wachse
Synthetische Wachse, Kohlen(wasser)stoffwachse (Hydrocarbonwachse) sind durch Verfahren wie (Hoch-, Mittel-, Niederdruck-) Polymerisation, Kondensation oder Addition aus Syntheseprodukten erhaltenen Wachse, sie werden hauptsächlich aus Erdöl, aber auch aus Braunkohle gewonnen.
(Polyethylene, Copolymere), Polyolefin-Wachse: Polyethylenwachs (polar und unpolar), oxidierte HD-PE Wachse; polare PE-Wachse, die durch Suspensionsoxidation aus HD-PE Kunststoff hergestellt werden. EVA-Wachse aus dem Kunststoff Ethylen-Vinylacetat-Copolymer und Polypropylenwachs. Weitere sind Polyesterwachse und Polyethylenglycolwachse (PEG, Carbowachs) sowie PTFE-Wachse und Fluor-Wachse→ Skiwachs.
Die Fischer-Tropsch-Wachse aus synthetischen Paraffinen (FT-Paraffine) (Hartwachs, Mediumwachse) aus Erdgas, Biomasse und Kohle, sie werden für verschiedenste Anwendungen verwendet.
Weitere sind flüssige Wachse; synthetische Fettsäureester, z. B. Myristinsäureisopropylester, Isopropyloleat, Oleyloleat u. a., rekonstruierte Wachse, z. B. Cetylpalmitat, Lanette-Wachse, z. B. Cetylstearylalkohol.

### Mikronisierte Wachse
Eine spezielle Form sind mikronisierte Wachse, bei welchen die Partikelgröße bis zu einer Kornobergrenze von etwa 30 μm stark verkleinert wird. Dies kann entweder durch Zermahlen (Strahlmühle, Kaltmahlung), mit dem Schmelze-Dispersionsverfahren, durch Zerstäuben (Sprühkühlung, PGSS-Verfahren) oder durch Perlpolymerisation geschehen. Bei dem Zerstäubungs- oder Schmelz-Dispersionsprozess erhält man zum überwiegenden Teil kugelförmige, regelmäßige Partikel mit kleiner Oberfläche, während man bei den Mahlprozessen gebrochene, unregelmäßige Partikel mit großer Oberfläche bekommt. Bei der Perlpolymerisation erhält man perlenförmige Partikel. Mikronisierte Wachse werden anstelle von Wachspulvern und Wachsdispersionen in Druckfarben und Beschichtungen eingesetzt, z. B. zur Erzielung von Scheuerfestigkeit, Kratzfestigkeit, wasserabstoßender Effekte, Mattierung, Schleifbarkeit und zur Verbesserung der Gleitfähigkeit.

## Verwendung

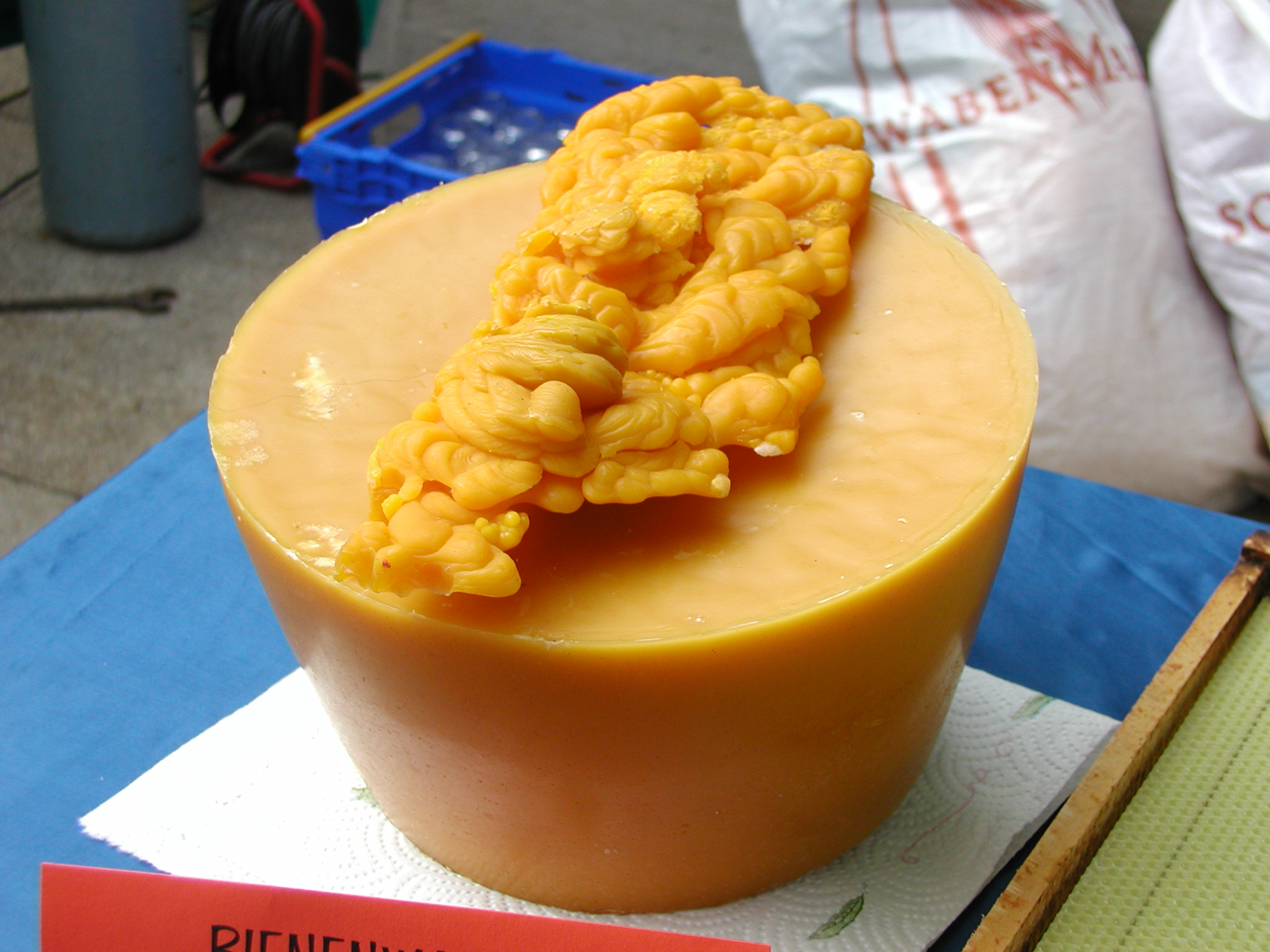
Zu einem Block gegossenes Bienenwachs und darauf Wachs aus einem Sonnenwachsschmelzer

Neben den schon genannten Verwendungen für Kerzen, Polituren und Imprägnierungen (z. B. Wachspapier für Verpackungen) werden Wachse in der Gießerei und wegen der guten Formbarkeit für Wachsfiguren gebraucht. In der bildenden Kunst stellen Künstler Modelle (Bozzetti) für Skulpturen aus Wachs her.
Jojobaöl und Japanwachs werden in der Kosmetik eingesetzt. Besondere Wachse werden zur Haarentfernung eingesetzt (siehe Kaltwachsstreifen bzw. Warmwachs). Auch in medizinischen Produkten wie zahnärztlichen Wachspräparaten sowie als Rohstoff für die Seifenherstellung werden sie verwendet.
Am Bau werden Wachse zur Fußboden- und Holzbeschichtung eingesetzt. Polierte Wachse verleihen Oberflächen ein glänzendes Aussehen (Bohnerwachs), erleichtern aber auch die Gleitfähigkeit (Skiwachs). Bienenwachs und einige andere natürliche Wachse sind als Lebensmittelzusatzstoff (meist als Trennmittel) zugelassen.
Bereits in der Renaissance, im Barock und im Klassizismus wurden wertvolle Möbel mit Wachs eingerieben und poliert. Ein spezielles Möbelwachs, heute meistens als „Antik-Wachs“ bezeichnet, wird für die historisch korrekte Restaurierung von Möbel-Antiquitäten bis zum Biedermeier benutzt, später wurde Schellack verwendet. Es wird in das Holz eingerieben und dann auspoliert.
Für ein Wachsfigurenkabinett ist – wie der Name schon vermuten lässt – Wachs ein unabdingbarer Werkstoff; diese naturgetreuen Darstellungen der Gesichter sind bis heute noch von keinem Kunststoff erreicht worden.

## Historisches

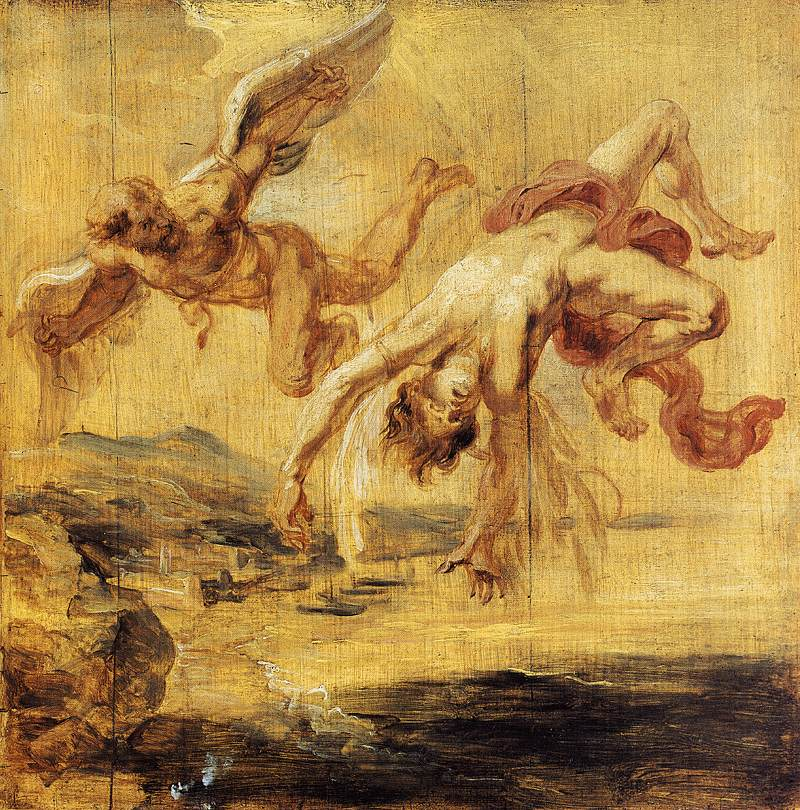
Peter Paul Rubens: Der Sturz des Ikarus. 1636

Nach der Sage verwendete Daidalos, der Vater des Ikaros, Wachs, um sich und seinem Sohn Federn an den Armen zu befestigen und wie ein Vogel fliegen zu können. Ikarus kam der Sonne zu nahe, die das Wachs schmelzen ließ; er stürzte ab und ertrank im Meer.
Ägyptische Mumien sind mit Wachsfarben eingefärbt; diese Technik nennt sich Enkaustik. Heutzutage werden gefärbte Wachse als Wachsmalstifte verkauft.
Wachstafeln dienten in Griechenland und Rom sowie im Mittelalter als Schreibgrundlage für Notizen, da das Geschriebene wieder gelöscht werden konnte.
In der antiken und mittelalterlichen Heilkunde fand Wachs, insbesondere das „unberührte“ helle Jungfernwachs (von den unbebrüteten, noch nicht mit Honig oder färbenden Pollen in Berührung gekommenen Waben), früher auch Mägdewachs genannt, bei der Zubereitung verschiedener Arzneimittel Verwendung. Der griechische Arzt Dioskurides beschreibt in seinem Werk De Materia medica Wachs als erwärmend, erweichend (Abszesse einschmelzend) und (durch Förderung der Wundgranulation) mäßig ausfüllend.
Immer wieder wurde Wachs in Heiligenlegenden und Wallfahrtschroniken erwähnt.
Vor allem an Wallfahrtsorten entstanden Wachsarbeiten, auch Klosterarbeit genannt, aus Wachs, etwa die bekannten Fatschenkindel.
In Urkunden des Klosters St. Gallen wird Wachs bis zum 9. Jahrhundert vor allem als unersetzliches Material zur Beleuchtung der Kirche erwähnt. So begab sich um 700 Magulfus, Priester und Hirte am Grab des heiligen Gallus, mit der Bitte um eine Wachsspende zu Herzog Gotfrid nach Cannstatt. Daraufhin übertrug der Herzog den Ort Biberburg an die Galluskirche. Offensichtlich hatte sich der Ruf des Heiligen schon wenige Jahrzehnte nach dessen Tod 640 im südalemannischen Gebiet verbreitet. In späteren Urkunden aus Sankt Gallen wird Wachs aber auch vereinzelt als Form der Zinsleistung erwähnt, häufig aus Gebieten am Neckar. So konnten Wolfhart und Otgaer 781/782 in Oberndorf ihren Früchtezins auch in Wachs, Frischlingen oder Kleidern stellen. Im Mittelalter war der zuständige Handwerker ein hochangesehener Beruf: der Lebzelter. Er produzierte feine teure Kerzen (Lichtmess), Honig und Lebkuchen.
Siegelwachs wurde bis zum 16. Jahrhundert zum Siegeln von Dokumenten verwendet. Es wurde dann durch den als spanisches Wachs bezeichneten Siegellack ersetzt.
Vom Ende des 19. Jahrhunderts bis in die 1920er-Jahre benutzte man bei Phonographen-Walzen Wachs erst als Tonträger für einen Vorläufer des Diktiergeräts und später weiterhin als Ursprungsmaterial für die Original-Aufnahme, die dann nach dem Vergolden in verschiedenen Prozessen vervielfältigt werden konnte. Für die von 1895 bis 1955 hergestellten Schellackplatten und auch für Singles und LPs diente ebenfalls immer eine Wachsplatte zunächst für die Ur-Aufnahme, nach dem Zweiten Weltkrieg immerhin noch zum Überspielen der Tonband-Aufnahme. Nach dem Versilbern wurde die Wachsplatte als Matrize zum Herstellen von Matrizen-Kopien gebraucht, mit denen dann die Schallplatten massenhaft gepresst werden konnten.